# 峄山摩崖石刻群
峄山摩崖石刻群，位于山东省济宁市邹城市峄山镇嶧山街村，1992年6月12日公布为山东省文物保护单位，2006年5月25日公布为第六批全国重点文物保护单位，归入第三批全国重点文物保护单位铁山、岗山摩崖石刻。